# North Bay (Wisconsin)
North Bay é uma vila localizada no estado norte-americano de Wisconsin, no Condado de Racine.

## Demografia
Segundo o censo norte-americano de 2000, a sua população era de 260 habitantes.
Em 2006, foi estimada uma população de 252, um decréscimo de 8 (-3.1%).

## Geografia
De acordo com o United States Census Bureau tem uma área de
0,4 km², dos quais 0,3 km² cobertos por terra e 0,1 km² cobertos por água.

## Localidades na vizinhança
O diagrama seguinte representa as localidades num raio de 12 km ao redor de North Bay.